# Marjan Srbinoski
Marjan Srbinoski, né le 8 décembre 1974, à Gostivar, en république fédérative socialiste de Yougoslavie, est un joueur et entraîneur de basket-ball macédonien. Il évolue durant sa carrière au poste d'ailier.